# John Mavrogordato
John Mavrogordato (ur. 11 lipca 1882, zm. 24 lipca 1970) – brytyjski historyk, bizantynolog, neogrecysta. 
Profesor uniwersytetu w Oksfordzie. Zajmował się literaturą bizantyńską i nowogrecką. 

## Wybrane publikacje
- The World in Chains: Some Aspects of War and Trade, Martin Secker, London 1917, (online).
- A Chronological Arrangement of the Coins of Chios, F. Hall, Oxford 1918.
- The Erotokritos. Oxford University Press, London 1929.
- Modern Greece. A chronicle and a survey 1800–1931., Macmillan, London 1931.
- The Poems of C. P. Cavafy. Translated by John Mavrogordato. The Hogarth Press, London 1951.
- Two Cheers for Democracy, Harcourt, Brace & World, New York 1951.
- Digenes Akrites, edited by John Mavrogordato. Oxford University Press, London 1956 online

## Publikacje w języku polskim
- (współautor: F.H. Marshall), Literatura bizantyjska [w:] Bizancjum. Wstęp do cywilizacji wschodniorzymskiej, red. Norman Baynes i S.L.B. Moss, przeł. Edward Zwolski, Warszawa: Pax 1964.